# برينت كريسب
برينت كريسب (بالإنجليزية: Brent Crisp)‏ هو لاعب دوري الرغبي أسترالي، ولد في 10 سبتمبر 1986 في كانبرا في أستراليا.